# كارل بويز
كارل بويز (بالإنجليزية: Karl Boyes)‏ هو لاعب بلياردو أمريكي ‏ بريطاني، ولد في 4 نوفمبر 1982 في برادفورد في المملكة المتحدة.

## وصلات خارجية
- كارل بويز على موقع AZBilliards.com (الإنجليزية)